# Miklós Salamon
Miklós Salamon (ur. 30 listopada 1974 w Dunaújváros) – węgierski piłkarz, grający na pozycji obrońcy. W trakcie swojej kariery grał w klubach: Dunaferr SE, Kecskeméti SC, Győri ETO FC, Vasas SC, Paksi SE, CF Liberty Salonta i Dunaújváros PASE.
Rozegrał dwa mecze w reprezentacji Węgier: w roku 2000 (2:1 przeciwko Izraelowi) oraz 2003 (5:1 przeciwko Luksemburgowi).